# Alejandro Vergara
Alejandro Vergara (Málaga; 18 de julio de 1997) es un actor español conocido por su papel de Abel Bueno en la serie de televisión La promesa (serie de televisión española) y por el largometraje Reflejos en una habitación.

## Biografía
Alejandro Vergara nació en Málaga, España. Comienza su formación en el mundo de la interpretación en la Escuela de Teatro La Sala para continuar sus estudios en la Escuela Superior de Arte Dramático de Málaga.
Ha participado en obras de teatro como ¿A quién te llevarías a una isla desierta?, la adaptación de Ceres Machado de Sibila Teatro, donde interpretó al personaje de Marcos durante dos temporadas.  En 2019, Alejandro se une junto con tres amigos para formar la compañía Carazapato Teatro siendo De camino a las Dionisias su primera producción y en la que actualmente sigue inmerso.
Su primer trabajo en televisión fue en la cadena autonómica Canal Sur donde interpretaba el papel de Edu en Éramos pocos durante 13 capítulos. También participó en la serie de prime time Toy Boy de Antena 3 donde da vida al personaje de Álvaro Rojas. 
A comienzos del 2019 graba, junto con Belinda Washington, el cortometraje Una mujer completa dirigido por Ceres Machado. Este cortometraje ha sido nominado a nivel internacional en numerosos festivales.
En junio de 2019 , se incorpora al reparto de la nueva temporada de El secreto de Puente Viejo con 16 nuevos actores. En la serie diaria de Antena 3 interpreta a Tomás De Los Visos, hijo de la Marquesa, personaje interpretado por Silvia Marsó.
En 2021 participa en el largometraje La maniobra de la tortuga de Juan Miguel del Castillo  interpretando a Abraham Murillo.  Acaba el año rodando la serie Desconocidas donde se pone en la piel de Kiko, el cura del pueblo. También participa en la serie Todo lo otro para HBO Max.
En 2022 graba La chica de nieve de Netflix,  con el personaje Raúl. Ese mismo año protagoniza el largometraje Reflejos en una habitación de Ceres Machado, producido por la Canica Films, Marila Films y Sibila Films, junto a Adriana Ozores . 
En 2023 se incorpora a la segunda temporada de La promesa producida por Bambú Producciones interpretando a Abel Bueno.

## Filmografía

### Televisión
| Año         | Título                     | Personaje          | Director/a |               |
| ----------- | -------------------------- | ------------------ | ---------- | ------------- |
| 2017        | Éramos pocos               | Edu                | Canal Sur  | 13 episodios  |
| 2019        | Toy Boy                    | Álvaro Rojas       | Antena 3   | 1 episodio    |
| 2019 - 2020 | El secreto de Puente Viejo | Tomás De Los Visos | Antena 3   | 163 episodios |
| 2020        | Las chicas del cable       | Secretario         | Netflix    | 1 episodio    |
| 2021        | Todo lo otro               | Sergio             | HBO Max    | 1 episodio    |
| 2022        | Desconocidas               | Kiko               | Canal Sur  | 13 episodios  |
| 2023        | La chica de nieve          | Raúl               | Netflix    | 1 episodio    |
| 2023 - 2024 | La promesa                 | Abel Bueno         | TVE        | 190 episodios |
| 2025        | Las hijas de la criada     | José Ortiz         | Antena 3   | ¿?            |

### Cine
| Año  | Título                     | Personaje           | Director/a               |
| ---- | -------------------------- | ------------------- | ------------------------ |
| 2022 | La maniobra de la tortuga  | Abraham Murillo     | Juan Miguel del Castillo |
| 2023 | Reflejos en una habitación | Hugo                | Ceres Machado            |
| 2025 | Zeta (Prime Video)         | Andrés Celaya joven | Dani De la Torre         |

### Cortometrajes
| Año  | Título             | Personaje | Director/a    |
| ---- | ------------------ | --------- | ------------- |
| 2019 | Una mujer completa | Hugo      | Ceres Machado |

### Teatro
- Donde nacen las palabras (2025 - ¿? ) Personaje: Juan.
- ¿A quién te llevarías a una isla desierta? (2017 a 2019) Personaje protagonista: Marcos.
- Mucho ruido y pocas nueces (2018) Dir. Cristina García. Personaje protagonista: Benedicto.
- La omisión de la familia Coleman (2019) Dir. Javier Vázquez. Personaje protagonista: Marito.
- De camino a las Dionisias (2019) Dir. Nicolás Colón. Personaje protagonista: Euripides.

### Ficción sonora
• Trafalgar (2021) - Dirección Benigno Moreno . RNE.